# حارة المطرحية (صنعاء)

تعديل مصدري - تعديل

حارة المطرحية هي إحدى حارات حي معين بمديرية معين إحد مديريات العاصمة اليمنية صنعاء، بلغ تعداد سكانها 3736 نسمة حسب تعداد اليمن لعام 2004.